# Ana González
Ana Karina González – wenezuelska zapaśniczka. Trzykrotna medalistka mistrzostw panamerykańskich, srebro w 2005 i 2007. Wicemistrzyni igrzysk Ameryki Środkowej i Karaibów w 2010 roku.